# Лондонски правила 1922
Лондонските правила от 1922 г. са документ от 22 статии, уреждащ условията за мачове за световно първенство по шахмат при мъжете. Той е съставен и подписан от световния шампион Хосе Раул Капабланка и няколко от най-силните шахматисти в света от онова време – Александър Алехин, Милан Видмар, Акиба Рубинщайн, Ефим Боголюбов, Ричард Рети, Савелий Тартаковер и Геза Мароци по време на Лондонския международен турнир, който се провежда от 11 юли до 19 август 1922 г. (оттук и името). Авторите на документа заемат първите 8 места в турнира от 16 участници . Правилата се въвеждат поради общото мнение на шахматистите, че световният шампион не трябва да има възможност да заобикаля предизвикателства за титлата, както се е случвало в миналото.

## Правила
Основни точки от Лондонското споразумение:
1. Мачът се играе до 6 спечелени игри (равенствата не се отчитат).
2. Играта се провежда 6 пъти седмично, по 5 часа всеки ден без прекъсване. По време на мача всеки участник има право на 3 почивни дни.
3. Контролно време за игра - 2½ часа за 40 хода.
4. Всеки участник има право да си избере секундант.
5. Съдията се назначава по взаимно съгласие на противниците.
6. Световният шампион е длъжен да защити титлата си в рамките на една година от момента на получаване на предизвикателството от кандидата, който трябва да е общопризнат шахматен маестро (международен майстор).
7. Шампионът не е длъжен да защитава титлата си, ако наградният фонд е по-малък от 10 000 щатски долара. Освен това на играчите се възстановяват пътните разходи и настаняването по време на мача.
8. От общия размер на наградния фонд, шампионът получава 20 % под формата на такса за участие в мача, от останалата сума, победителят получава 60 %, загубилият - 40 %.
9. Шампионът има право да определи началната дата на мача, както и началния час на 5-часовата игра, но този период от играта може да бъде само между 2 часа следобед (14:00) и 1 часа през нощта (01:00), освен ако не е определено друго време по взаимно съгласие на играчите и спонсорите (дарителите) на мача.
10. Ако има няколко предложения за мач от различни клубове или държави за провеждане на мача, шампионът е длъжен да приеме най-изгодното с най-голяма сума, освен ако не намери задоволителна причина за отказ на такава оферта – в такъв случай е длъжен да представи разумен отказ на съдията от мача.
11. След приемане на предизвикателството от шампиона, както и назначаването на съдията и касиера на мача, кандидатът е длъжен да плати депозит от 500 американски долара на касиера, което ще гарантира добрите намерения на кандидата. Три месеца преди началната дата на мача, кандидатът трябва да плати още $ 500 долара и шампионът ще получи тази сума; в същото време вложителите (спонсорите) трябва да внесат 3000 долара чрез посредника в депозитната сметка на фонда за мача. Ако 24 часа преди началото на мача парите не бъдат преведени по сметката на мача, тогава сумите, вложени от всеки играч, им се връщат и $ 3000 се разделя в пропорция: 60 % - на шампиона и 40 % - на претендента.
12. При сериозно заболяване шампионът има право да отложи началото на мача, но не повече от 40 дни, ако отсрочването е прието от заявителя и вложителите. Ако претендентът или вложителите са обосновали сериозни възражения срещу отлагането на мача, шампионът трябва да върне половината от депозитната си сметка, но той запазва шампионската титла. Ако след изтичане на установения период за отлагане и преминаване на определеното време за началото на мача, уговорено с кандидата и вложителите, шампионът отново не може да играе поради сериозни причини или заболяване, тогава той губи титлата, но запазва парите от депозита си.
13. Ако шампионът не може да продължи мача с предварително постигнато съгласие, поради причини, различни от болест, тогава въпросът за титлата и наградата остава на рефера.
14. Ако кандидатът не може да играе поради сериозно заболяване, той трябва да върне половината от депозитната си сметка, а ако откаже да играе по други причини, тогава дава цялата сума на депозита от $ 1000.
15. Съответните пътни разходи на играчите и настаняването трябва да бъдат възстановени от вложителите по време на мача до дата, определена от съдията.
16. Ако съдията не присъства на играта, той трябва да назначи заместник, който да играе ролята на съдия и да разрешава евентуални спорове.
17. Всички допълнителни елементи, които не се съдържат в тези правила, се обявяват от арбитъра, чието решение винаги е окончателно.
18. Спечелилият световната титла е длъжен да я защитава при същите условия.

## Последици от споразумението. Използване на правилата
Сумата от 10 000 щатски долара (еквивалентни на повече от 147 000 щатски долара по отношение на цените през 2018 г. ; средната годишна заплата на американец през 20-те години е била 1236 долара ) е била недостижима за повечето шахматисти от това време. Капабланка е бил обвинен, че се крие от претендентите зад „златен вал“. През следващите няколко години Арон Нимцович, Акиба Рубинщайн и други силни шахматисти от 20-те години на миналия век предизвикват Капабланка, но не успяват да съберат нужната сума и не могат да играят с шампиона за титлата заради тази финансова пречка.
На конгреса си в Будапеща през 1926 г. ФИДЕ се съгласява с Лондонските правила и предлага егидата на ФИДЕ за мачовете от Световната купа, но заявява, че не може да предостави на играчите средствата, определени в правилата. 
Пет години след подписването на Лондонските правила Александър Алехин успява да намери средствата, необходими за мача. Лондонското споразумение е в основата на правилата на мача от световното първенство Капабланка - Алехин (1927 г.). Алехин е търси спонсори в продължение на няколко години, докато не привлече подкрепата на аржентинското правителство, което се съгласява да помогне за набирането на необходимата сума, така че мачът се провежда в аржентинската столица Буенос Айрес. Изключително талантливите и равностойни съперници, лидерите на световния шахмат, са принудени да изиграят цели 34 партии, докато един от играчите спечели 6 победи. Борбата продължава 2,5 месеца и след приключването става ясно, че трябва да се определи лимит на игрите. Алехин отказва да даде реванш на Капабланка, въпреки че това е трябвало да стане според предварителните условия. Вместо това играе срещу Боголюбов и го побеждава 2 пъти (Капабланка има 5 победи срещу него и нито една загуба). Мачовете за световното първенство Алехин - Боголюбов (1929 и 1934 г.) вече се играят с отклонения от Лондонските правила – до 6 победи с ограничение от 30 партии.
Докато е световен шампион Алехин отказва да играе в турнирите, в които участва Капабланка. След като си връща титлата през 1937 г. в реванша с Макс Еве, Алехин не играе с никого за нея цели 9 години до смъртта си през 1946 г. Значителен недостатък е било запазването на диктата на шампиона, който е бил „съгласен” (а не задължен) да защитава титлата при горните условия.